# Inhaca
Inhaca (Portugees: Ilha de Inhaca) is een 52 km² groot eiland voor de kust van Mozambique dat de Maputobaai afschermt van de Indische Oceaan.

## Economie
De 2.000 bewoners van het eiland leven voornamelijk van de visvangst en de landbouw.
Het eiland is een populaire winterbestemming voor Zuid-Afrikaanse toeristen.

## Geboren
- Simão Mate Junior (23 juli 1988), voetballer